# Ischnoceros laricinus
Ischnoceros laricinus är en stekelart som beskrevs av Mao-Ling Sheng 2008. Ischnoceros laricinus ingår i släktet Ischnoceros och familjen brokparasitsteklar. Inga underarter finns listade i Catalogue of Life.